# روبرت إل. روز
روبرت إل. روز (بالإنجليزية: Robert L. Rose)‏ هو سياسي أمريكي، ولد في 12 أكتوبر 1804 في جنيف في الولايات المتحدة، وتوفي في 14 مارس 1877. انتخب عضو مجلس النواب الأمريكي.